# Grand’Rivière
Grand’Rivière ist eine französische Gemeinde im Nordosten des Übersee-Départementes Martinique, am Fuß des Stratovulkans Montagne Pelée. Sie gehört zum Arrondissement La Trinité. Grand’Rivière gehörte bis zu dessen Auflösung 2015 zum Kanton Macouba. Die Bewohner nennen sich Riverains oder Riveraines.

## Bevölkerungsentwicklung
| Jahr      | 1961 | 1967 | 1974 | 1982 | 1990 | 1999 | 2006 | 2013 |
| --------- | ---- | ---- | ---- | ---- | ---- | ---- | ---- | ---- |
| Einwohner | 1483 | 1561 | 1291 | 1159 | 956  | 882  | 831  | 583  |